# Sainte-Savine

Sainte-Savine este o comună în departamentul Aube din nord-estul Franței. În 1 ianuarie 2022 avea o populație de 10.457 de locuitori.